# Frankfort OQ-16
El Frankfort OQ-16, también conocido como TD3D, fue un blanco aéreo no tripulado diseñado por la Frankfort Sailplane Company para ser usado por las Fuerzas Aéreas del Ejército y la Armada de los Estados Unidos.

## Desarrollo
El OQ-16 fue desarrollado bajo un contrato por un blanco aéreo no tripulado radiocontrolado otorgado a principios de 1945. Fueron ordenados quince aviones por las USAAF; más tarde el mismo año, el contrato fue transferido a la Armada estadounidense, que asignó la designación TD3D-1 al modelo. Sin embargo, el contrato fue cancelado antes de que ningún avión fuese construido.

## Variantes
OQ-16
Designación inicial dada por las USAAF, quince aviones ordenados.
TD3D
Designación dada por la Armada estadounidense al contrato del OQ-16, no construido.

## Especificaciones
Referencia datos: Parsch 2003

### Características generales
- Tripulación: Ninguno
- Envergadura: 3,7 m (12,1 ft)
- Peso cargado: 61 kg (134,4 lb)
- Planta motriz: 1× motor bóxer de dos tiempos y dos cilindros refrigerado por aire Righter O-45-35.
  - Potencia: 26 kW (36 HP; 35 CV)

### Rendimiento
- Velocidad máxima operativa (Vno): 241 km/h (150 MPH; 130 kt)
- Alcance: 60 min
- Techo de vuelo: 4600 m (15 092 ft)

## Aeronaves relacionadas

### Aeronaves similares
- Radioplane OQ-14
- Radioplane OQ-17

### Secuencias de designación
- Secuencia OQ-_ (Blancos aéreos no tripulados (subescalados) de las USAAF, 1942-1948): ← OQ-13 - OQ-14 - OQ-15 - OQ-16 - OQ-17 - OQ-18 - OQ-19
- Secuencia TD_D (Blancos aéreos no tripulados de la Armada estadounidense, 1942-1946 (Frankfort, 1945-1946)): TD3D